# Freie-Partie-Europameisterschaft der Junioren 1992/93

Logo CEB (ausrichtender Verband)

Die Freie-Partie-Europameisterschaft der Junioren 1992 war das 17. Turnier in dieser Disziplin des Karambolagebillards und fand vom 11. bis zum 13. Dezember 1992 in Dudelange statt. Die Meisterschaft zählte zur Saison 1992/93.

## Geschichte
Nach Platz zwei im Vorjahr konnte der Belgier Mario van Gompel seinen ersten internationalen Titel gewinnen vor Xavier Carrer und Thomas Nockemann aus Lüdenscheid.

## Modus
Gespielt wurde eine Vorrunde im Round-Robin-Modus, danach eine Knock-out-Runde  bis 300 Punkte oder 20 Aufnahmen.
Platzierung in den Tabellen bei Punktgleichheit:
1. MP = Matchpunkte
2. GD = Generaldurchschnitt
3. HS = Höchstserie

## Vorrunde
| Abschlusstabelle Gruppe A | Abschlusstabelle Gruppe A | Abschlusstabelle Gruppe A | Abschlusstabelle Gruppe A | Abschlusstabelle Gruppe A | Abschlusstabelle Gruppe A | Abschlusstabelle Gruppe A | Abschlusstabelle Gruppe A | Abschlusstabelle Gruppe A |
| Platz                     | Name                      | MP                        | Pkte                      | Aufn.                     | GD                        | BED                       | HS                        |                           |
| ------------------------- | ------------------------- | ------------------------- | ------------------------- | ------------------------- | ------------------------- | ------------------------- | ------------------------- | ------------------------- |
| 1                         | Dick Timmers              | 5:1                       | 900                       | 23                        | 39,13                     | 100,00                    | 273                       |                           |
| 2                         | Patrick André             | 5:1                       | 900                       | 27                        | 33,33                     | 75,00                     | 193                       |                           |
| 3                         | Guy Wolff                 | 2:4                       | 312                       | 27                        | 11,55                     | 13,20                     | 179                       |                           |
| 4                         | Tommy Nielsen             | 0:6                       | 371                       | 47                        | 7,89                      | -                         | 94                        |                           |

| Abschlusstabelle Gruppe B | Abschlusstabelle Gruppe B | Abschlusstabelle Gruppe B | Abschlusstabelle Gruppe B | Abschlusstabelle Gruppe B | Abschlusstabelle Gruppe B | Abschlusstabelle Gruppe B | Abschlusstabelle Gruppe B | Abschlusstabelle Gruppe B |
| Platz                     | Name                      | MP                        | Pkte                      | Aufn.                     | GD                        | BED                       | HS                        |                           |
| ------------------------- | ------------------------- | ------------------------- | ------------------------- | ------------------------- | ------------------------- | ------------------------- | ------------------------- | ------------------------- |
| 1                         | Mario van Gompel          | 6:0                       | 900                       | 16                        | 56,25                     | 150,00                    | 289                       |                           |
| 2                         | Pierre-Alain Rech         | 4:2                       | 669                       | 28                        | 23,89                     | 42,85                     | 220                       |                           |
| 3                         | Arnim Kahofer             | 2:4                       | 493                       | 24                        | 20,54                     | 33,33                     | 157                       |                           |
| 4                         | Emilio Scaccia            | 0:6                       | 274                       | 34                        | 8,05                      | -                         | 90                        |                           |

| Abschlusstabelle Gruppe C | Abschlusstabelle Gruppe C | Abschlusstabelle Gruppe C | Abschlusstabelle Gruppe C | Abschlusstabelle Gruppe C | Abschlusstabelle Gruppe C | Abschlusstabelle Gruppe C | Abschlusstabelle Gruppe C | Abschlusstabelle Gruppe C |
| Platz                     | Name                      | MP                        | Pkte                      | Aufn.                     | GD                        | BED                       | HS                        |                           |
| ------------------------- | ------------------------- | ------------------------- | ------------------------- | ------------------------- | ------------------------- | ------------------------- | ------------------------- | ------------------------- |
| 1                         | Xavier Carrer             | 4:2                       | 600                       | 8                         | 75,00                     | 150,00                    | 300                       |                           |
| 2                         | Uwe Kerls                 | 4:2                       | 638                       | 19                        | 33,57                     | 100,00                    | 299                       |                           |
| 3                         | Marek Faus                | 4:2                       | 603                       | 35                        | 17,22                     | 25,00                     | 241                       |                           |
| 4                         | Nikos Polychronopoulos    | 0:6                       | 135                       | 26                        | 5,19                      | -                         | 36                        |                           |

| Abschlusstabelle Gruppe D | Abschlusstabelle Gruppe D | Abschlusstabelle Gruppe D | Abschlusstabelle Gruppe D | Abschlusstabelle Gruppe D | Abschlusstabelle Gruppe D | Abschlusstabelle Gruppe D | Abschlusstabelle Gruppe D | Abschlusstabelle Gruppe D |
| Platz                     | Name                      | MP                        | Pkte                      | Aufn.                     | GD                        | BED                       | HS                        |                           |
| ------------------------- | ------------------------- | ------------------------- | ------------------------- | ------------------------- | ------------------------- | ------------------------- | ------------------------- | ------------------------- |
| 1                         | Thomas Nockemann          | 6:0                       | 900                       | 9                         | 100,00                    | 150,00                    | 272                       |                           |
| 2                         | Franky Spitaels           | 2:4                       | 527                       | 23                        | 22,91                     | 27,27                     | 164                       |                           |
| 3                         | Emanuel Mathon-Beruet     | 2:4                       | 481                       | 23                        | 20,91                     | 37,50                     | 176                       |                           |
| 4                         | Adri van Linden           | 2:4                       | 319                       | 21                        | 15,19                     | 30,00                     | 180                       |                           |

## Finalrunde
|  | Viertelfinale 300/20 | Viertelfinale 300/20 |                      |                       | Halbfinale 300/20    | Halbfinale 300/20   |  |  | Finale 300/20 | Finale 300/20 |
|  |                      |                      |                      |                       |                      |                     |  |  |               |               |
|  |                      |                      |                      |                       |                      |                     |  |  |               |               |
|  | Dick Timmers         | 0:2/202(6)/33,67/189 |                      |                       |                      |                     |  |  |               |               |
|  | Dick Timmers         | 0:2/202(6)/33,67/189 |                      |                       |                      |                     |  |  |               |               |
|  | Franky Spitaels      | 2:0/300(6)/50,00/240 |                      |                       |                      |                     |  |  |               |               |
|  | Franky Spitaels      | 2:0/300(6)/50,00/240 | Franky Spitaels      | 0:2/20(5)/4,00/15     |                      |                     |  |  |               |               |
|  |                      |                      | Franky Spitaels      | 0:2/20(5)/4,00/15     |                      |                     |  |  |               |               |
|  |                      | Mario van Gompel     | 2:0/300(5)/60,00/149 |                       |                      |                     |  |  |               |               |
|  | Mario van Gompel     | Mario van Gompel     | 2:0/300(5)/60,00/149 | 2:0/300(1)/300,00/300 |                      |                     |  |  |               |               |
|  | Mario van Gompel     |                      |                      | 2:0/300(1)/300,00/300 |                      |                     |  |  |               |               |
|  | Uwe Kerls            | 0:2/0(1)/0,00/0      |                      |                       |                      |                     |  |  |               |               |
|  |                      |                      | Mario van Gompel     | 2:0/300(2)/150,00/207 |                      |                     |  |  |               |               |
|  |                      |                      |                      | Xavier Carrer         | 0:2/93(2)/46,50/93   |                     |  |  |               |               |
|  | Xavier Carrer        | 2:0/300(9)/33,33/156 |                      |                       |                      |                     |  |  |               |               |
|  | Pierre-Alain Rech    | 0:2/146(9)/16,22/43  |                      |                       |                      |                     |  |  |               |               |
|  | Pierre-Alain Rech    | 0:2/146(9)/16,22/43  | Xavier Carrer        | 2:0/300(2)/150,00/300 |                      |                     |  |  |               |               |
|  |                      |                      | Xavier Carrer        | 2:0/300(2)/150,00/300 | Spiel um Platz 3     |                     |  |  |               |               |
|  |                      | Thomas Nockemann     | 0:2/2(2)/1,00/2      |                       |                      |                     |  |  |               |               |
|  | Thomas Nockemann     | Thomas Nockemann     | 0:2/2(2)/1,00/2      | 2:0/300(5)/60,00/188  | Franky Spitaels      | 0:2/153(8)/19,13/92 |  |  |               |               |
|  | Thomas Nockemann     |                      |                      | 2:0/300(5)/60,00/188  | Franky Spitaels      | 0:2/153(8)/19,13/92 |  |  |               |               |
|  | Patrick André        | 0:2/37(5)/7,40/25    |                      | Thomas Nockemann      | 2:0/300(8)/37,50/260 |                     |  |  |               |               |
|  | Patrick André        | 0:2/37(5)/7,40/25    |                      |                       | 2:0/300(8)/37,50/260 |                     |  |  |               |               |
|  |                      |                      |                      |                       |                      |                     |  |  |               |               |

## Endergebnis
| MP    | Match Points (Sieger = 2; Unentschieden = 1; Verlierer = 0) |
| Pkte. | Erzielte Karambolagen                                       |
| Aufn. | Benötigte Versuche                                          |
| GD    | Generaldurchschnitt                                         |
| BED   | Bester Einzeldurchschnitt eines Spielers                    |
| HS    | Höchstserie                                                 |
|       | Bester GD des Turniers                                      |
|       | Bester ED des Turniers                                      |
|       | Beste HS des Turniers                                       |
|       | 1. Platz (Gold)                                             |
|       | 2. Platz (Silber)                                           |
|       | 3. Platz (Bronze)                                           |

| Platz                      | Name                   | MP   | Pkte | Aufn. | GD    | BED    | HS  |
| -------------------------- | ---------------------- | ---- | ---- | ----- | ----- | ------ | --- |
| 1                          | Mario van Gompel       | 12:0 | 1800 | 24    | 75,00 | 300,00 | 300 |
| 2                          | Xavier Carrer          | 8:4  | 1293 | 21    | 61,57 | 150,00 | 300 |
| 3                          | Thomas Nockemann       | 10:2 | 1502 | 24    | 62,58 | 150,00 | 272 |
| 4                          | Franky Spitaels        | 4:8  | 1000 | 42    | 23,80 | 50,00  | 240 |
| 5                          | Dick Timmers           | 5:3  | 1102 | 29    | 38,00 | 100,00 | 273 |
| 6                          | Patrick André          | 5:3  | 937  | 32    | 29,28 | 75,00  | 193 |
| 7                          | Uwe Kerls              | 4:4  | 638  | 20    | 31,90 | 100,00 | 299 |
| 8                          | Pierre-Alain Rech      | 4:4  | 815  | 37    | 22,02 | 42,85  | 220 |
| 9                          | Marek Faus             | 4:2  | 603  | 35    | 17,22 | 25,00  | 241 |
| 10                         | Emanuel Mathon-Beruet  | 2:4  | 481  | 23    | 20,91 | 37,50  | 176 |
| 11                         | Arnim Kahofer          | 2:4  | 493  | 24    | 20,54 | 33,33  | 157 |
| 12                         | Guy Wolff              | 2:4  | 312  | 27    | 11,55 | 13,20  | 179 |
| 13                         | Adri van Linden        | 2:4  | 319  | 21    | 15,19 | 30,00  | 180 |
| 14                         | Emilio Scaccia         | 0:6  | 274  | 34    | 8,05  | -      | 90  |
| 15                         | Tommy Nielsen          | 0:6  | 371  | 47    | 7,89  | -      | 94  |
| 16                         | Nikos Polychronopoulos | 0:6  | 135  | 26    | 5,19  | -      | 36  |
| Turnierdurchschnitt: 25,91 |                        |      |      |       |       |        |     |